# Eupyrrhoglossum sagra
Eupyrrhoglossum sagra (Poey, 1832) è un lepidottero appartenente alla famiglia Sphingidae, diffuso in America Settentrionale, Centrale e Meridionale.

## Descrizione

### Adulto
È immediatamente riconoscibile per la macchia semitrasparente osservabile nella zona subterminale dell'ala anteriore, tra le nervature Rs3 ed Rs4, che non si fondono apicalmente. In particolare, Rs3 termina sul margine costale, poco prima dell'apice.

L'ala anteriore, che è più robusta e sviluppata di quella posteriore, mostra una colorazione di fondo grigio-brunastra, con aree marroni e la presenza di geometrie complesse. Nell'area sub-basale si osserva una fascia nerastra, esternamente bordata di grigio. Si nota anche una macchia discoidale traslucida tra M3 e CuA1.

L'ala posteriore è marrone scuro, più grigiastra a livello basale, con una banda gialla molto vivace che corre lungo l'area postdiscoidale; a differenza delle specie congeneri, la suddetta banda risulta più stretta e di ampiezza abbastanza costante, con un lieve restringimento in prossimità dell'estremità anale. Sono inoltre visibili alcune lunule gialle lungo il margine, particolarmente in prossimità del tornus.

La pagina inferiore dell'ala anteriore ha una colorazione di fondo marrone scura, interrotta da aree più chiare in prossimità della cellula discoidale; quella dell'ala posteriore, invece, appare brunastra, ma il colore diventa un grigio chiaro via via che ci si avvicina alla zona basale. la banda gialla, ben visibile sul recto, qui è più accennata e si allarga solo in prossimità del margine posteriore.

Il capo è provvisto di cresta mediana come pure il torace; gli occhi sono molto sviluppati.

Le antenne sono sottili, non clavate, leggermente uncinate alle estremità ed hanno una lunghezza pari a circa la metà della costa.

Il torace è grigio pallido, in forte contrasto con i fianchi e con la cresta dorsale mediana, che sono più scuri. Ventralmente risulta grigio molto chiaro.

L'addome si mostra scuro, largo e tozzo, ed è provvisto di due ciuffi laterali terminali piuttosto squadrati. Manca l'anello argentato in corrispondenza del secondo segmento, mentre si notano due fasce pseudodorsali più chiare.

I sessi sono simili.

Nel genitale maschile, lo gnathos è sottile, con uncini non troppo ricurvi. L'edeago mostra, sul margine destro della parte acuminata, una fila di setae, con apice circondato da altre setae simili; questa parte è omologa al "frustino" visibile nelle altre specie. Si osserva inoltre un processo molto lungo, situato al margine dell'imboccatura dell'edeago, e che rappresenta un prolungamento della parete dell'edeago stesso; il suddetto processo appare piatto, con un lato concavo in corrispondenza della superficie interna dell'edeago stesso, e si incurva a formare una spirale irregolare che regge circa 25 diramazioni distribuite in modo irregolare, tutte dallo stesso lato e più o meno della stessa lunghezza.

Nel genitale femminile, l'ostium bursae risulta traslato lateralmente ed in senso prossimale, e giace all'interno di una plica ricurva.

L'apertura alare va da 51 a 53 mm.

### Larva
Il bruco è verde brillante, cilindrico, con la testa lievemente più scura ed cornetto caudale rossastro ben sviluppato. Sono visibili due bande chiare longitudinali, site in posizione pseudodorsale, oltre a sette bande chiare trasversali lungo la linea degli spiracoli.

### Pupa
Le crisalidi appaiono nere, lucide, con iridescenze di colore arancione scuro; si rinvengono entro bozzoli posti a scarsa profondità nella lettiera del sottobosco. La fase pupale dura circa quindici giorni.

## Distribuzione e habitat

Localizzazione geografica dell'isola di Cuba, locus typicus della specie

L'areale di questo taxon è esclusivamente neotropicale, comprendendo il Messico, il Belize (Distretto di Belize, Cayo), il Guatemala, l'Honduras, la Costa Rica, Panama (Chiriquí), Cuba (locus typicus), la Colombia, il Venezuela, la Guyana francese, l'Ecuador, il Brasile settentrionale, la Bolivia (La Paz, Santa Cruz), il Paraguay (Central), l'Uruguay e l'Argentina settentrionale (Misiones, Buenos Aires, Chaco). Occasionalmente si spinge fino al sud degli Stati Uniti (Florida).
L'habitat è rappresentato da foreste tropicali e sub-tropicali, dal livello del mare fino a modeste altitudini.

## Biologia
Durante l'accoppiamento, le femmine richiamano i maschi grazie ad un feromone rilasciato da una ghiandola, posta all'estremità addominale.

### Periodo di volo
Gli adulti sono rinvenibili durante tutto l'anno.

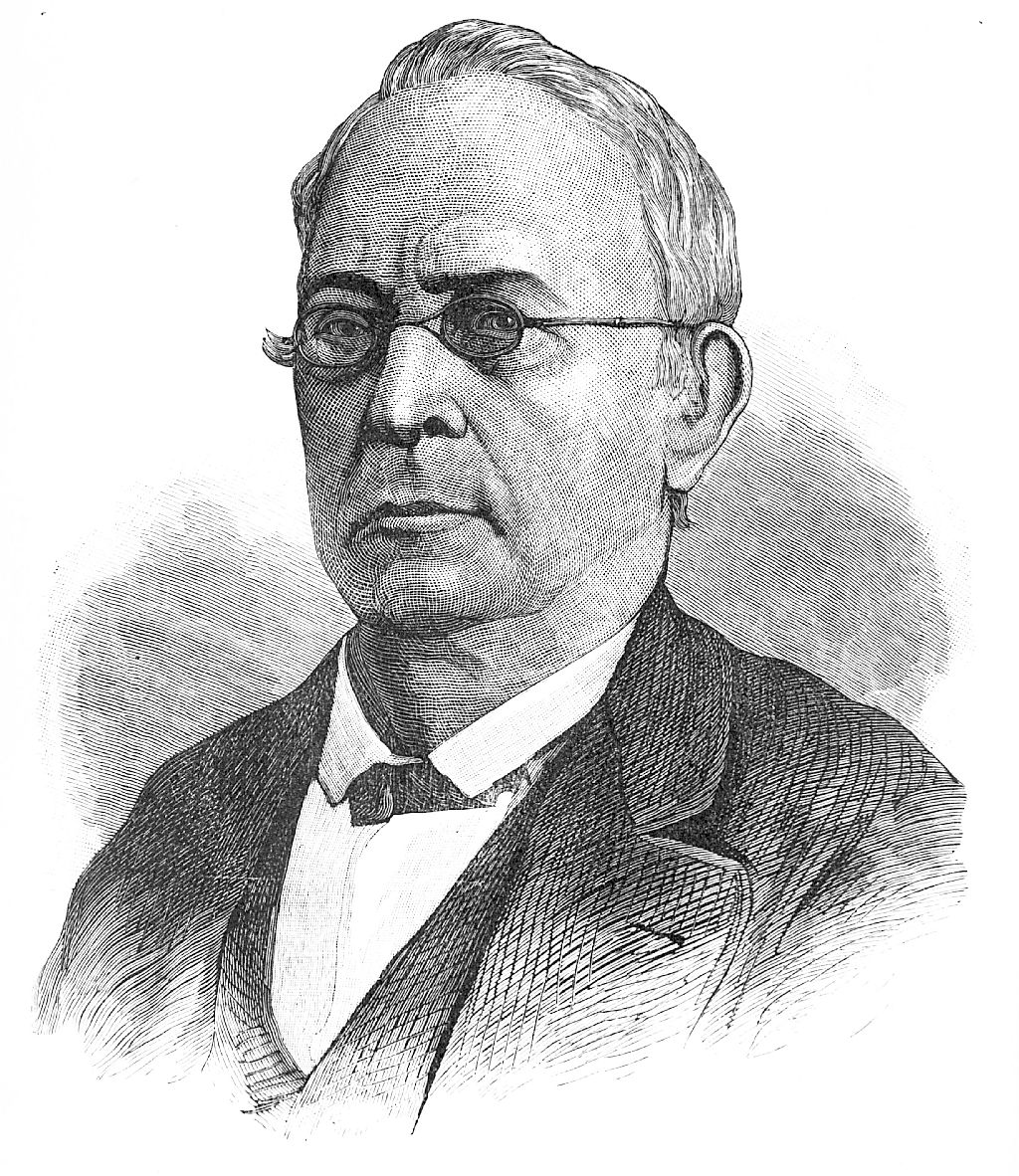
Lo zoologo cubano Felipe Poey (1799 - 1891) che per primo descrisse la specie nel 1832

### Alimentazione
I bruchi attaccano le foglie di membri delle Rubiaceae Juss., tra cui:
- Chomelia spinosa Jacq.
- Guettarda macrosperma Donn. Sm.

### Parassitismo
Le larve sono vittima di parassitismo da parte di Ditteri Tachinidi come Drino piceiventris Walker, 1836 e Leschenaultia spp. Robineau-Desvoidy, 1830.

## Tassonomia

### Sottospecie
Non sono state individuate sottospecie.

### Sinonimi
Sono stati riportati tre sinonimi:
- Macroglossa harpyia (Schaufuss, 1870) - Nunquam otiosus 1:22 (sinonimo eterotipico)[6]
- Macroglossa sagra Walker, 1856 - List Spec. Lepid. Insects Colln Br. Mus. 8: 89 (sinonimo eterotipico)[7]
- Macroglossum sagra Poey, 1832 - Centurie Lèpid. Cuba: [19] - Locus typicus: Cuba (sinonimo omotipico; basionimo)[1]

## Galleria d'immagini

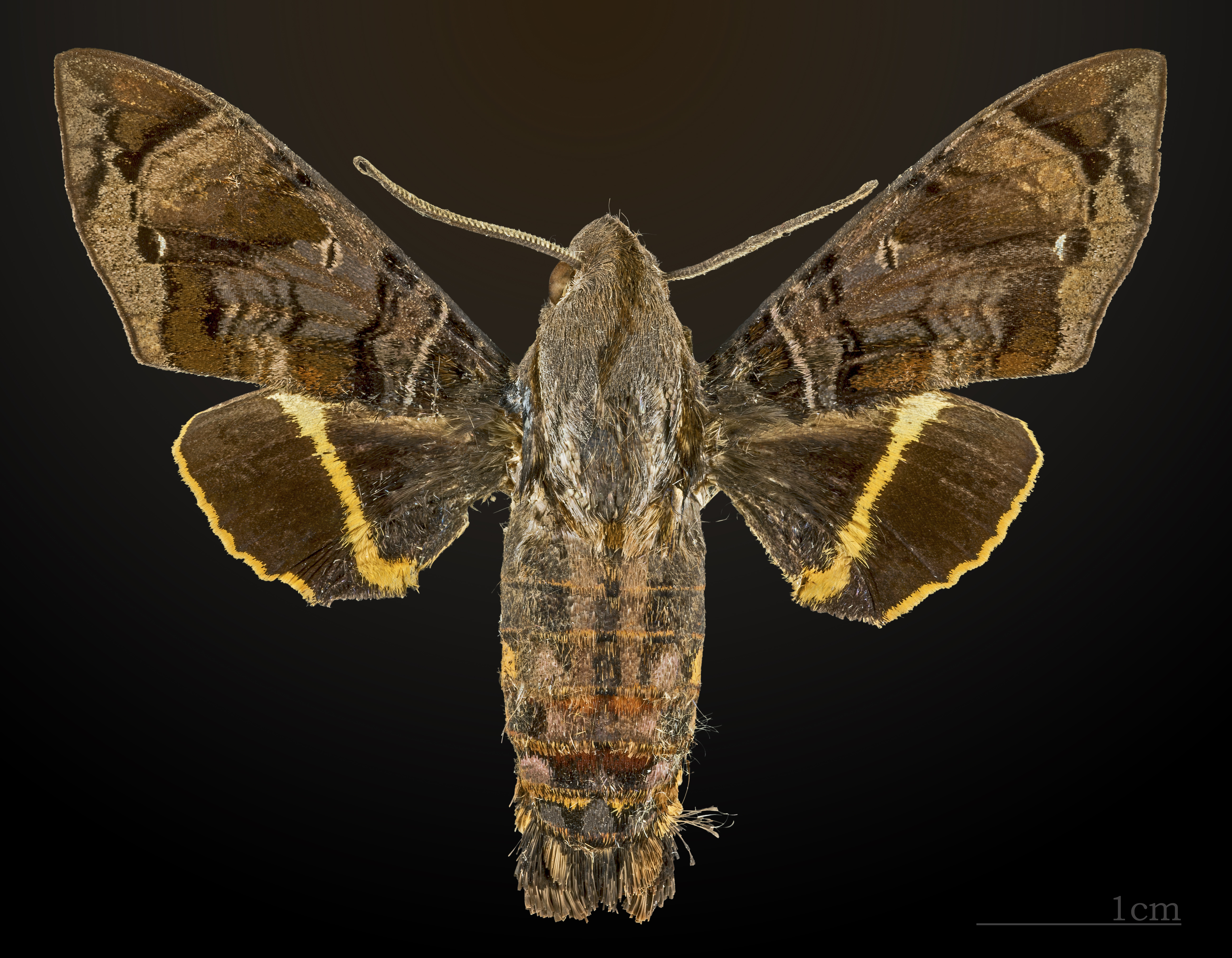
♂
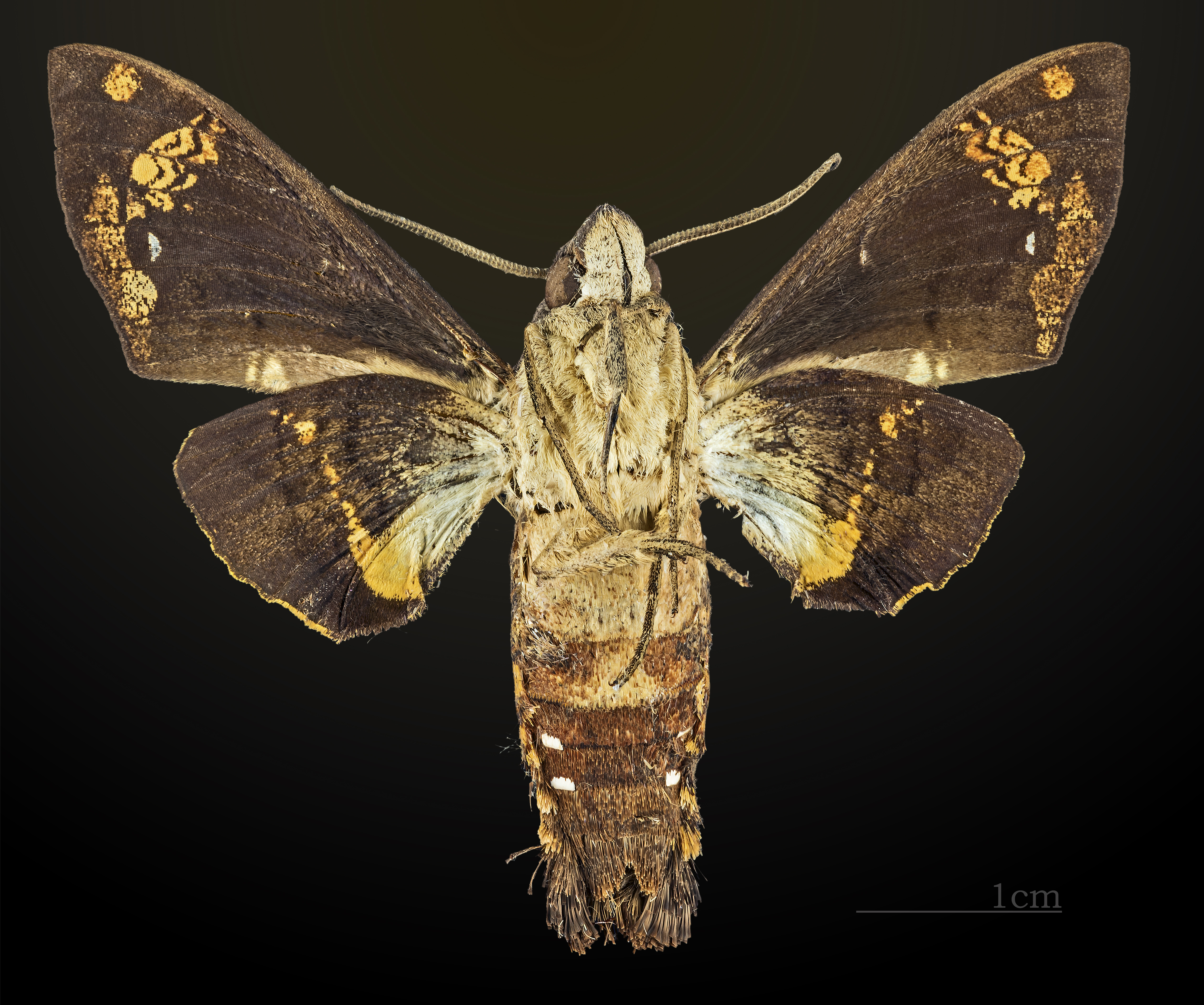
♂ △
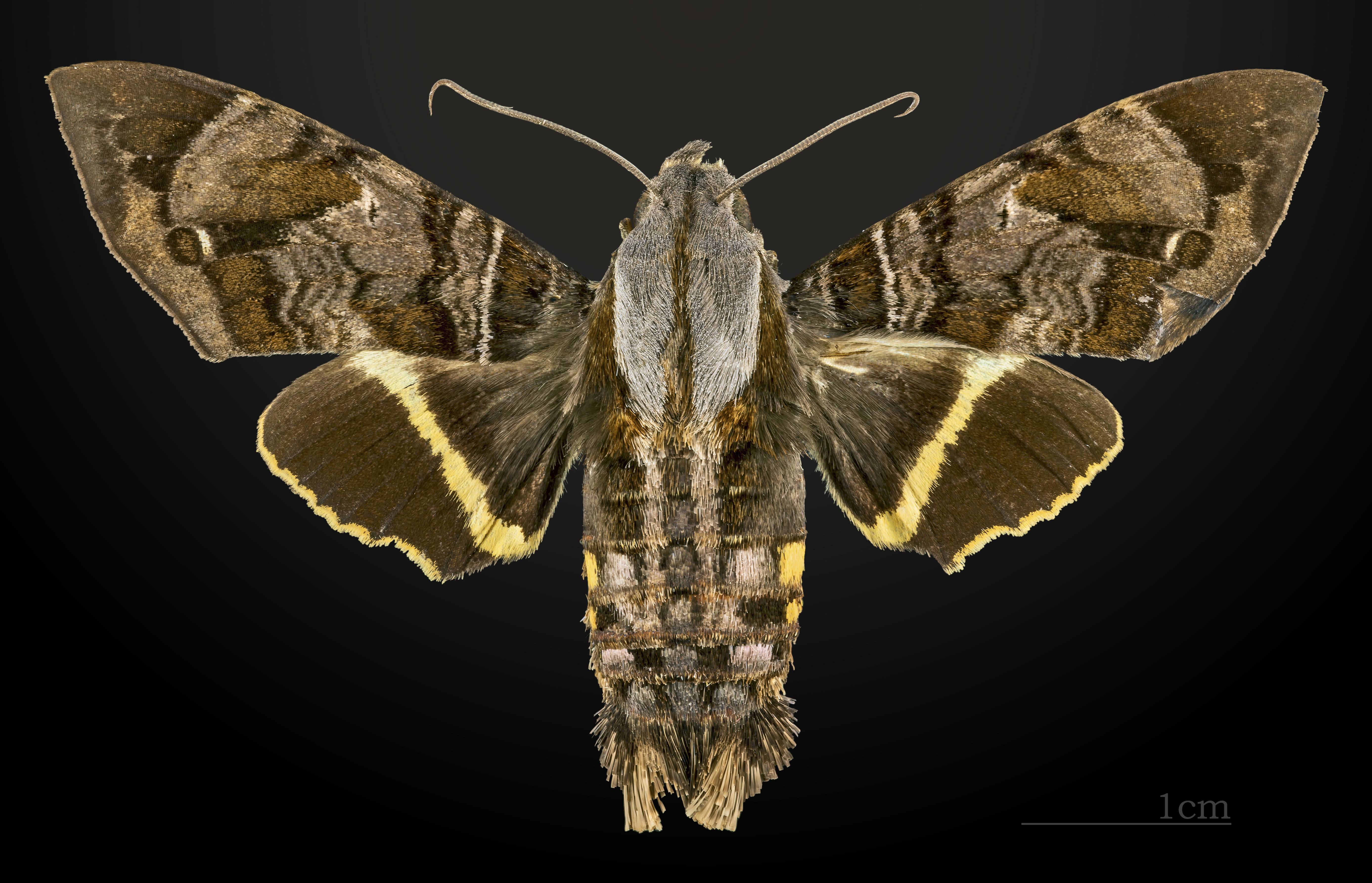
♀
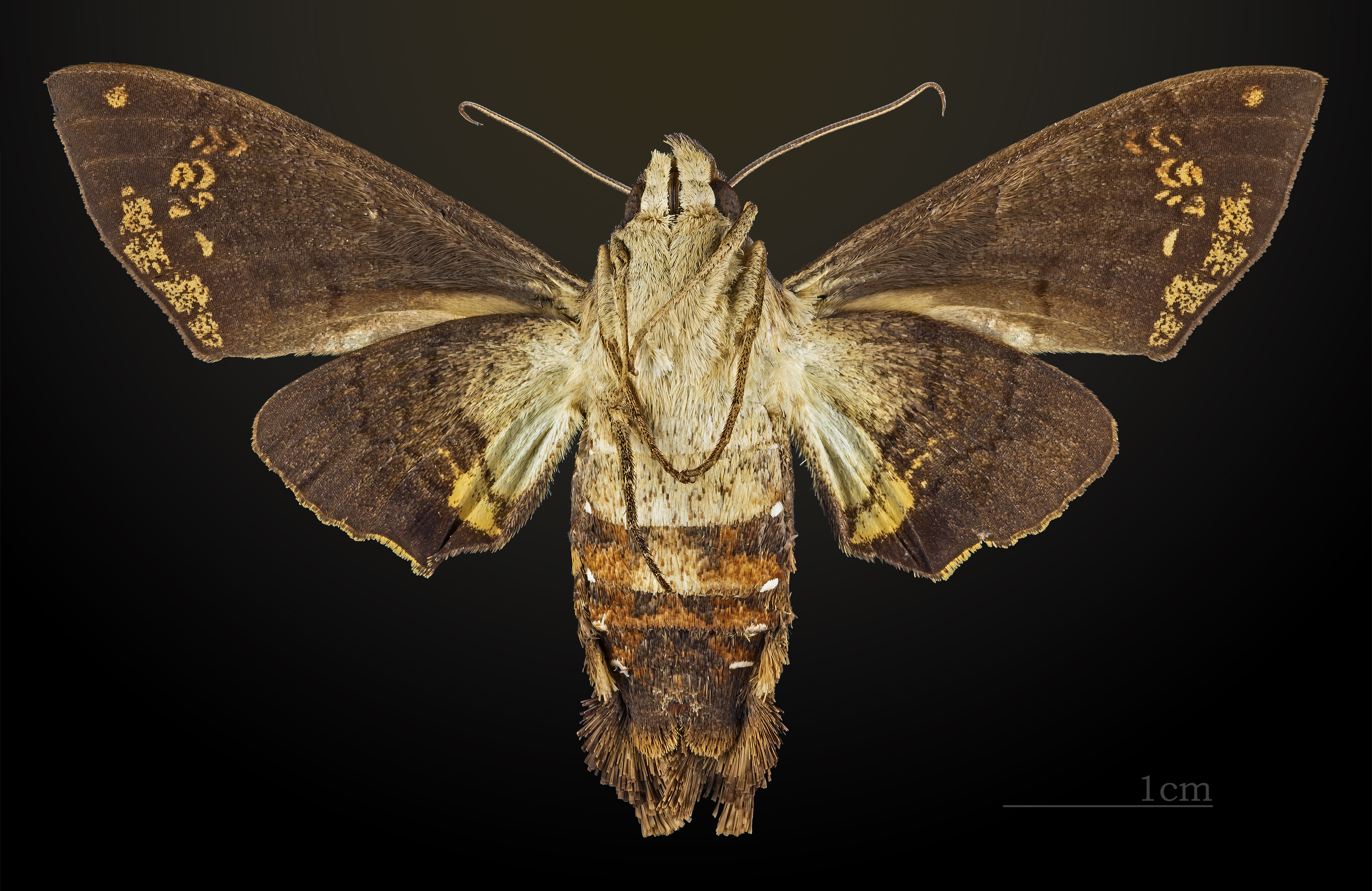
♀ △